# Institut international d'administration publique
 (mars 2012).
Si vous disposez d'ouvrages ou d'articles de référence ou si vous connaissez des sites web de qualité traitant du thème abordé ici, merci de compléter l'article en donnant les références utiles à sa vérifiabilité et en les liant à la section « Notes et références ».
L'Institut international d'administration publique (IIAP), institué sous cette forme le 2 décembre 1966 à l'initiative du général de Gaulle, avait pour mission de développer la Coopération administrative internationale. Il a été absorbé en 2002 par l'ENA.
L'école se situait au 2 avenue de l'Observatoire à Paris.

## Histoire
L’Institut prenait la succession de l'« Institut des hautes études d'outre-mer » (IHEOM), lequel avait succédé en 1959 à l’École nationale de la France d'outre-mer (ENFOM).
Il était actif tout d'abord dans le domaine de la formation, en procurant à de hauts fonctionnaires de tous pays les moyens de se perfectionner, sous des formes adaptées aux divers besoins. Un cycle long international assurait chaque année à une promotion de jeunes hauts fonctionnaires étrangers un perfectionnement professionnel.
L'institut intervenait aussi dans le domaine de la recherche et des publications, notamment la Revue française d'administration publique, en prenant part aux travaux portant sur l'administration publique, à la réflexion internationale sur la réforme et modernisation du service public, et aux échanges scientifiques sur tous les aspects de l'action publique.
Relevant directement du Premier ministre, l'Institut international d'administration publique était une agence publique jouissant d'une large autonomie sous le contrôle d'un Conseil d'administration que présidait le vice-président du Conseil d'État.
À la suite du décret n° 2002-49 du 10 janvier 2002 l’Institut est intégré à l’École nationale d'administration.

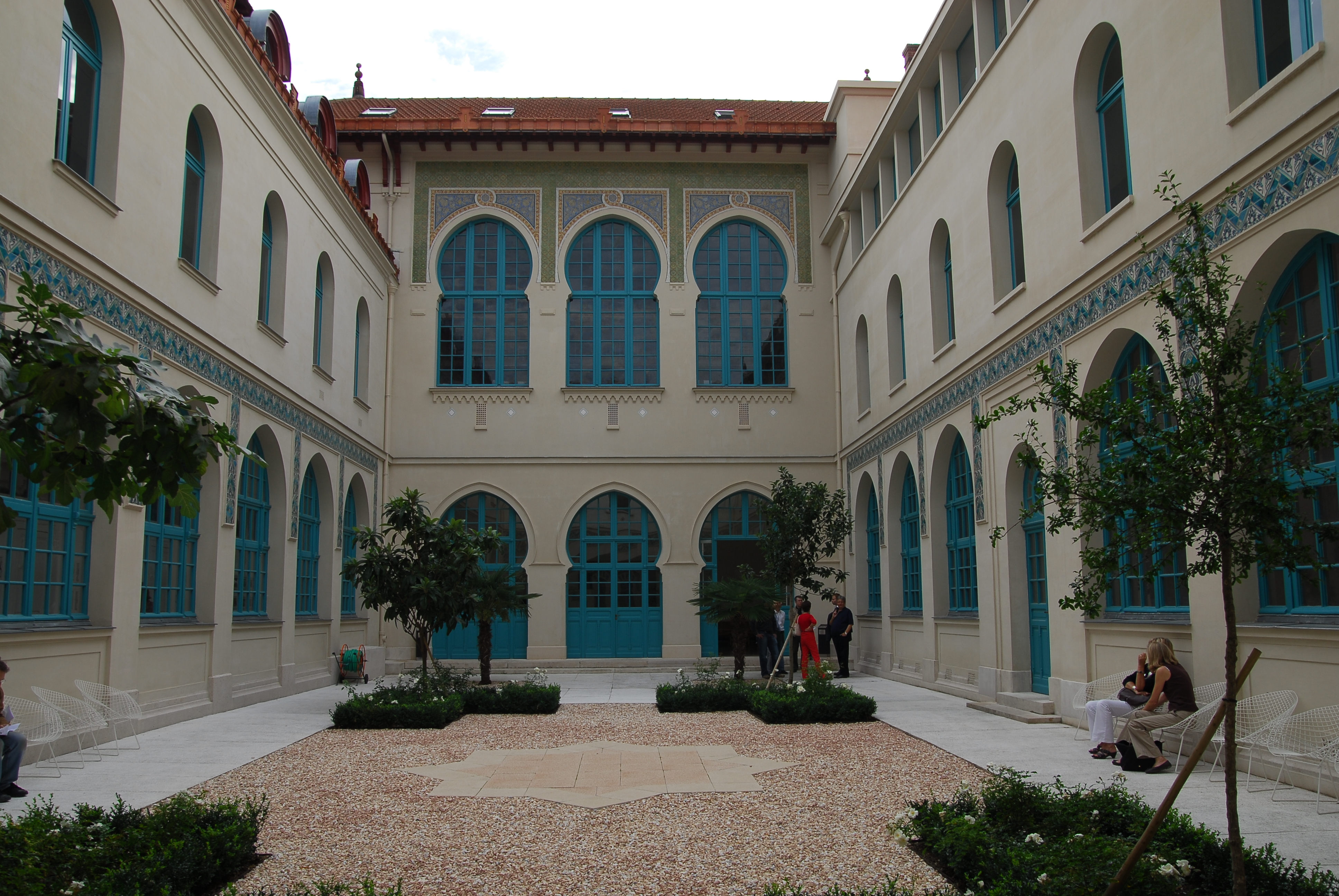
Cour intérieure.
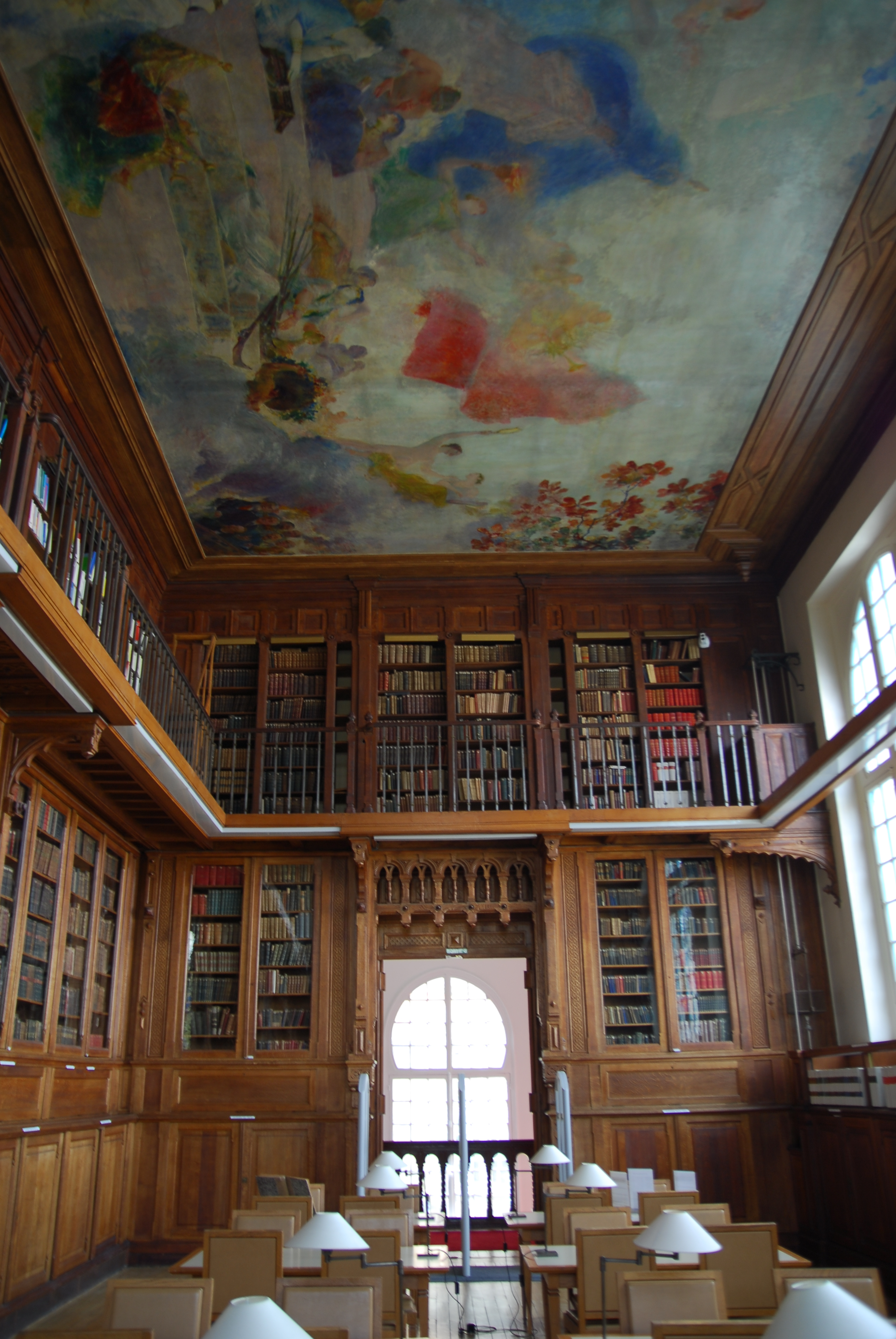
Bibliothèque.
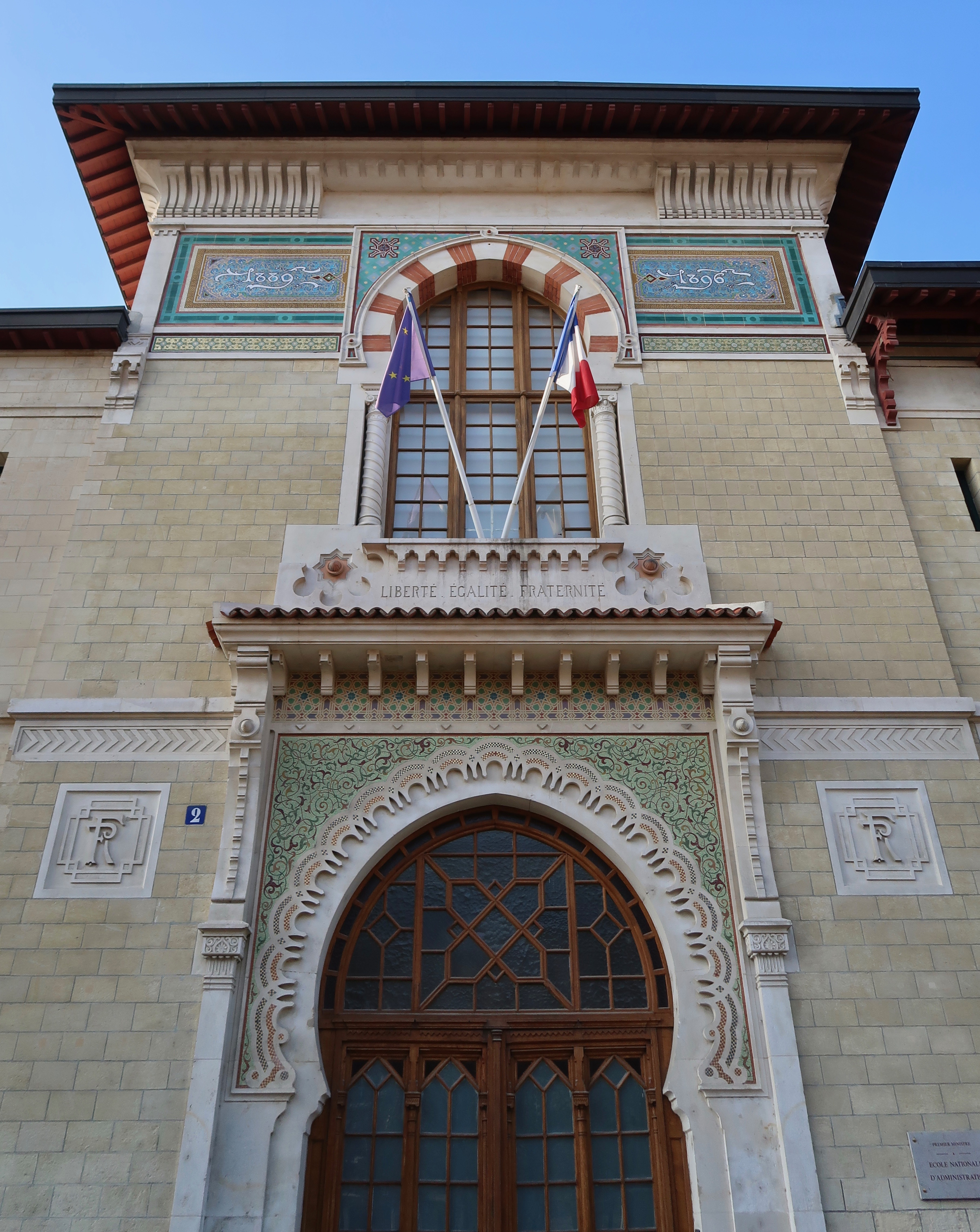
Entrée.
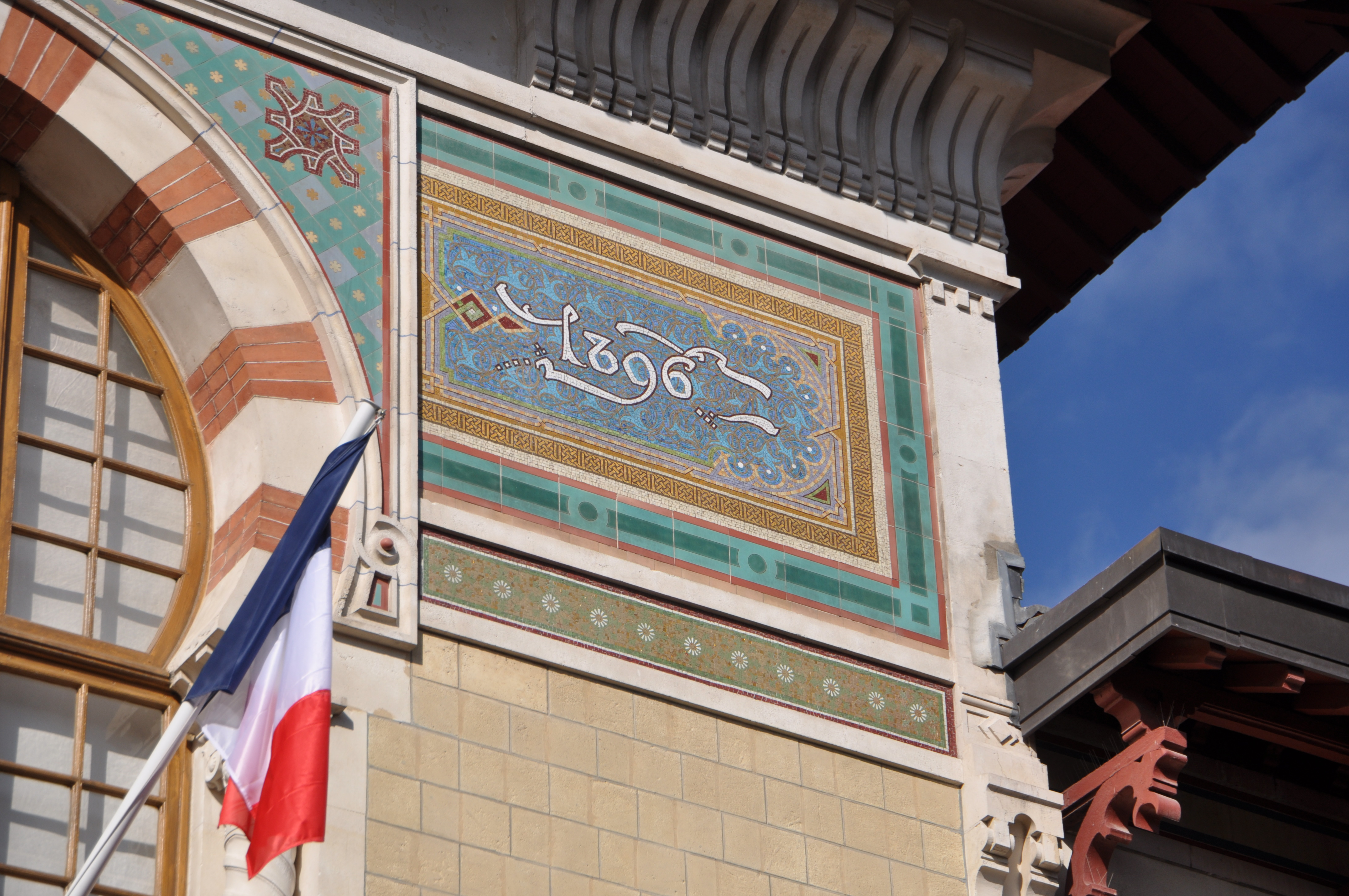

## Anciens élèves
- Minata Samaté Cessouma
- Papa Louis Fall
- Théodore Holo